# Dover Publications
Pour les articles homonymes, voir Dover.
Dover Publications est une maison d'édition américaine fondée en 1941 par Hayward Cirker et sa femme, Blanche. Elle publie surtout des rééditions, c'est-à-dire des livres que les éditeurs originaux ne publient plus et qui sont parfois dans le domaine public. La plupart de ces livres présentent un intérêt historique ou sont rares, et sont donc chers dans leurs premières éditions.

## Réimpressions classiques
Dover Publications est connue pour ses réimpressions de classiques de la littérature, de partitions de musique classique et d'images des XVIIIe et XIXe siècles. Elle publie aussi une vaste collection de textes mathématiques, scientifiques et d'ingénierie ainsi que de nombreux ouvrages pour des niches d'intérêt, comme l'histoire des sciences ou l'histoire de la conception de mobilier et du travail du bois. Elle publie également des collections de clip arts (sur support numérique), cahiers de coloriage, stylos, tatouages temporaires et poupées de papier.
La plupart des réimpressions de Dover Publications sont des fac-similés par procédé photographique des originaux, conservant la pagination et les polices d'impression originales, avec parfois une nouvelle introduction. Elle ajoute cependant habituellement une nouvelle couverture plus colorée pour ses éditions reliées. De plus, elle réintitule certains livres afin de les rendre plus compatibles avec les habitudes et catégorisations modernes. Ainsi, par exemple, le livre Woodward's National Architect fut renommé A Victorian Housebuilder's Guide.

## Histoire
Le couple Cirker démarra son entreprise en vendant des cahiers provenant de reliquats par courrier. La compagnie publia son premier livre, Tables of Functions with Formulas and Curves de Eugene Jahnke (en) et Fritz Emde (de), lorsque le droit d'auteur fut levé par les États-Unis à la suite de la Seconde Guerre mondiale. Le livre connut un succès inespéré et induit le modèle de fonctionnement de Dover : publier des livres « ésotériques » à faible prix. L'une des meilleures ventes de Dover Publications fut The Principle of Relativity d'Albert Einstein pour lequel celui-ci donna son accord à contrecœur, ces travaux étant pour lui dépassés.
Dover Publications fut influente dans la transformation de l'industrie du livre de poche. En 1951, elle produisit certains des premiers livres de poche à taille standard, format qui fut connu par la suite sous le nom de trade paperback. Depuis les années 1960, la majorité de la production a consisté en des livres reliés de tailles variées.
Pendant un temps, Dover Publications sortit un catalogue d'enregistrements phonographiques LP (disque vinyle), comme des enregistrements sélectionnés d'œuvres pour solistes ou orchestre de chambre de Schubert avec le pianiste Friedrich Wührer, réimpressions d'éditions monopiste d'autres éditeurs. Parmi ses éditions originales remarquables, on peut trouver une série complète sur le pianiste Beveridge Webster dans un répertoire classique allant de la Sonate pour piano nº 29 de Beethoven à la deuxième sonate pour piano de Roger Sessions. Cependant, cette incursion dans l'édition phonographique ne fut pas un succès et la compagnie finit par l'abandonner pour se consacrer à l'édition littéraire.
Au début des années 1990, Dover Publications proposa une collection spécialisée dans la réimpression à bas coût de littérature populaire sous le nom de « Dover Thrift Éditions », coûtant généralement moins de 5 USD. Elle publie également plusieurs collections de livres dans des langues autres que l'anglais.
Hayward Cirker décéda en 2000 à l'âge de 82 ans. Dover Publications fut achetée par Courier Corporation.